# Trirogma regalis
Trirogma regalis är en insektsart som ingår i släktet Trirogma och familjen kackerlackesteklar (Ampulicidae). Arten beskrevs av Karl V. Krombein 1979.